# Râul Vlăsia, Ialomița
Râul Vlăsia este un curs de apă, afluent al râului Ialomița. 